# 钟山 (制导系统工程专家)
钟山（1931年1月15日—），四川成都人，制导系统工程专家，中国工程院院士。
1999年，获选中国工程院信息与电子工程学部院士。